# Луве де Кувре, Жан-Батист
Жан-Батист Луве де Кувре (фр. Jean-Baptiste Louvet de Couvray или de Couvrai; 12 июня 1760 года, Париж — 25 августа 1797 года, Париж) — французский писатель и политик, издатель, видный деятель эпохи французской революции.

## Биография
Луве де Кувре происходил из обуржуазившегося дворянского рода и был сыном бумажного фабриканта.
Во время Революции Луве де Кувре защищал интересы жирондистов. Он издавал газету «La Sentinelle» («Часовой»), выпускал памфлеты и листовки, боролся с роялистами и якобинцами.
Был избран в члены Конвента от департамента Луаре. Во время процесса Людовика XVI голосовал за казнь короля при условии утверждения приговора на всенародном голосовании.
Во время якобинской диктатуры Луве де Кувре скрывался в провинции, в Сент-Эмильоне близ Бордо, в составе группы видных жирондистов во главе с бывшим президентом Конвента Жеромом Петионом. За месяц до девятого термидора они покинули убежище, чувствуя, что уже не находятся в безопасности; Луве предпочёл отправиться в Париж, и, несмотря на чрезвычайную рискованность этого замысла, он оказался единственным из сент-эмильонской группы, которому удалось выжить (из остальных пятерых трое попали на гильотину, а двое, в том числе Петион, покончили с собой в лесу). 
После падения Робеспьера он возвращается к журналистской и политической деятельности. Верный своим убеждениям, но обеспокоенный возвращением роялистов с помощью белого террора, он борется как с якобинством, так и с термидорианской реакцией, особенно в «Сентинеле», которая снова появляется в виде газеты. Такое отношение делает его мишенью золотой молодежи, которая бунтует против него на собраниях, на улицах и даже перед его книжным магазином в Пале-Рояле, в то время как оппозиционная пресса нападает на него, называя «террористом», «пьющим кровь». 23 апреля 1795 года он был одним из одиннадцати членов комиссии, ответственной за пересмотр конституции (что привело к решению написать новую конституцию). Он был президентом Конвента с 19 июня по 4 июля 1795 г., затем избран в комитет общественной безопасности 15 мессидора III года (3 июля 1795 г.) и в комитет, ответственный за разработку новой конституции. В это время он подружился с Бенжаменом Констаном, которого призвал поддержать политику Конвента. 
Французская директория назначила его консулом в Палермо, однако преждевременная смерть помешала ему вступить в должность.

## Творчество
Луве наиболее прославился как автор романа «Любовные похождения шевалье де Фобласа» (фр. Les amours du chevalier de Faublas), издавался частями в 1787—1790). Роман был написан им в ранней молодости. Огромный успех романа основан на его эротической фабуле, на смелых положениях и эпизодах. Прототипом главной героини была возлюбленная Луве, на которой он впоследствии женился. Второй его роман, «Эмилия де Вармон», пропагандирует разрешение развода и брака священников.